# Arteria mesenterica superior
De arteria mesenterica superior is een slagader die ontspringt uit de voorzijde van de aorta abdominalis (het gedeelte van de aorta dat in de buik gelegen is) onder de truncus coeliacus en boven de arteria mesenteria inferior. De slagader voorziet het onderste deel van de twaalfvingerige darm (het duodenum), de kop van het pancreas, de dunne darm en het grootste deel van de dikke darm (colon) van zuurstofrijk bloed.

## Vertakkingen
| vertakking                           | voorziet van bloed:                                    |
| arteria pancreatoduodenalis inferior | kop van het pancreas en onderste deel van het duodenum |
| arteria colica media                 | colon transversum                                      |
| arteria colica dextra                | colon ascendens                                        |
| arteria ileocolica                   | ileum, meest proximale deel van dikke darm en appendix |
| arteriae jejunales                   | jejunum                                                |

De arteria colica media anastomoseert met de arteria colica sinistra die ontspringt uit de arteria mesenteria inferior. Hierdoor ontstaat de arcade van Riolan en de arteria marginalis coli die langs de onderkant van het horizontaal lopende deel van de dikke darm (colon transversum) loopt.
Er komt overigens een groot aantal anatomische varianten van dit vaatstelsel voor.

## Afbeeldingen

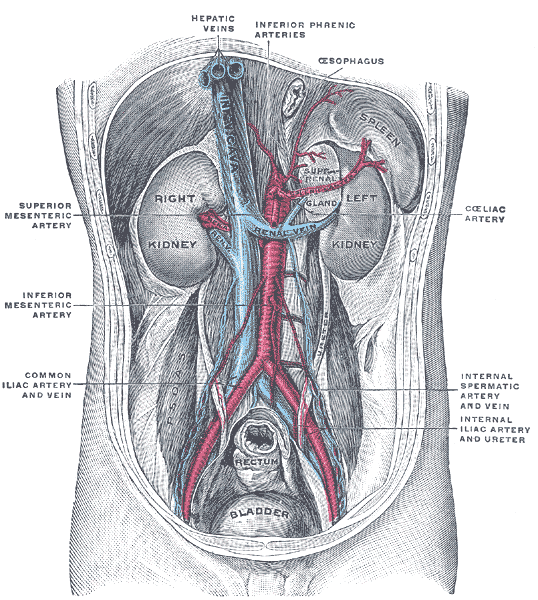
De arteria mesenteria superior loopt voor de vena renalis sinistra langs.
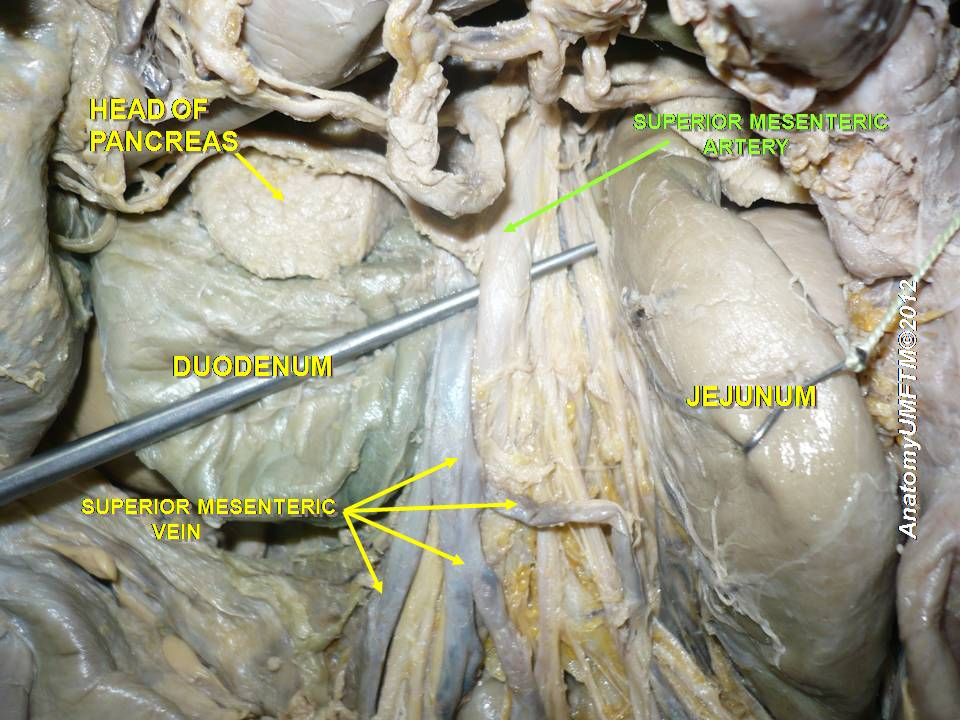
De arteria mesenteria superior, omhooggehouden door de metalen sonde